# NGC 2038
NGC 2038 je otvoreni skup u zviježđu Stolu. 

## Vanjske poveznice
- SEDS: NGC 2038